# South Ferry (Brooklyn)

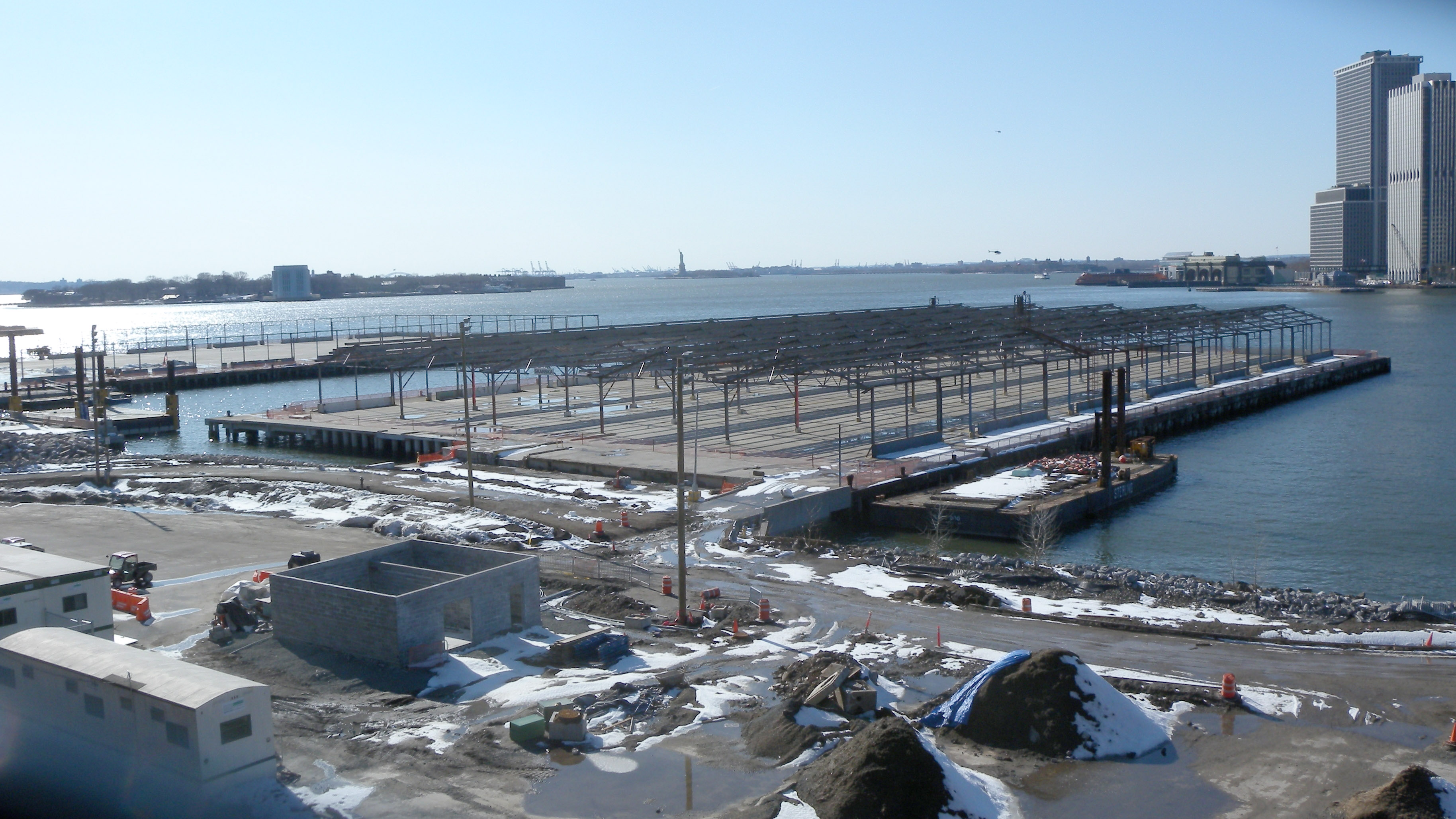
Los muelles 5 y 6, recientemente retirados del servicio marítimo

South Ferry fue un embarcadero en la parte de Brooklyn del río Este, al pie de la avendia Atlantic, en el límite de los vecindarios de Cobble Hill y Brooklyn Heights. El transbordador conocido como South Ferry (Ferry del Sur) viajaba a South Ferry, Manhattan. 
La línea original del Ferrocarril de Long Island a través del túnel de Cobble Hill, más tarde el tranvía de la avenida Atlantic, daba servicio a South Ferry. En el siglo XX, el sitio ha servido como lugar de cargamento de mercancías con los nombres de Muelle 5 y Muelle 6, cesando la Autoridad Portuaria de Nueva York y Nueva Jersey esta actividad en 1983.
El lugar de estos antiguos muelles forma parte del Parque de Brooklyn Bridge, cuya apertura está prevista entre los años 2010 y 2012 y tendrá sitios de recreo y canchas para actividades deportivas al aire libre. Además, en la parte sur del viejo muelle 6 se establecerá una nueva conexión mediante un taxi acuático con la isla Governors.